# Stoholm Fritids- og Kulturcenter
Stoholm Fritids- og Kulturcenter er et idrætanlæg i Stoholm, der bl.a. bruges til sportsarrangementer og kurser. Centret er hjemmebane for håndboldklubben Stoholm Håndbold. Det har 7 mødelokaler, der kan rumme fra 6 personer op til over 100, og et vandrerhjem med over 100 sengepladser. Nogle af lokalerne ligger i vandrerhjemmet, der også kan lejes som forsamlingshus, hvor man selv står for hele festen.